# Округ Фултон (Индијана)
Округ Фултон (енгл. Fulton County) је округ у америчкој савезној држави Индијана.

## Демографија
По попису из 2010. године број становника је 20.836, што је 325 (1,6%) становника више него 2000. године.
| Група             | 2000.          | 2010.          |
| Белци             | 19.503 (95,1%) | 19.438 (93,3%) |
| Афроамериканци    | 156 (0,8%)     | 150 (0,7%)     |
| Азијати           | 76 (0,4%)      | 101 (0,5%)     |
| Хиспаноамериканци | 473 (2,3%)     | 882 (4,2%)     |
| Укупно            | 20.511         | 20.836         |